# 脚本小子
脚本小子（英語：script kiddie）是一个贬义词，用来描述以「黑客」自居并沾沾自喜的初学者。脚本小子不像真正的黑客那样发现系统漏洞，他们通常使用别人开发的程序来恶意破坏他人系统。通常的刻板印象为一位没有专科经验的少年，破坏无辜网站企图使得他的朋友感到惊讶，因而称之为脚本小子。
脚本小子常常从某些网站上复制脚本代码，然后到处粘贴，却并不一定明白它们的方法与原理。他们钦慕于黑客的能力与探索精神，但与黑客所不同的是，脚本小子通常只是对计算机系统有基础了解与爱好，但并不注重程序语言、算法和数据结构的研究，虽然这些对于真正的黑客来说是必须具备的核心素质。

## 使用工具
因为自己研究和开发能力不够，脚本小子通常使用网上能够下载到的攻击程序。常见的这种软件有WinNuke、Back Orifice、NetBus、Sub7、Metasploit、ProRat、SQLmap、Havij。稍微有一点经验的脚本小子，可能使用别人发现的安全漏洞的概念证明代码，来编辑成程序。